# Baynorillo
Baynorillo o también escrito Bainorillo (en idioma mayo: "Garambullo") es una congregación del municipio de Etchojoa, ubicada en el sur del estado mexicano de Sonora en la región del valle del Mayo. Según los datos del Censo de Población y Vivienda realizado en 2020 por el Instituto Nacional de Estadística y Geografía (INEGI), Baynorillo tiene un total de 596 habitantes.

## Geografía
Baynorillo se sitúa en las coordenadas geográficas 26°51′53″ de latitud norte y 109°36'59" de longitud oeste del meridiano de Greenwich, a una elevación de 13 metros sobre el nivel del mar.